# Livaie
Livaie is een plaats en voormalige gemeente in het Franse departement Orne in de regio Normandië en telt 171 inwoners (2004). De plaats maakt deel uit van het arrondissement Alençon.

## Geschiedenis
Livaie is op 1 januari 2019 gefuseerd met de gemeenten Fontenai-les-Louvets, Longuenoë en Saint-Didier-sous-Écouves tot de gemeente L'Orée-d'Écouves. 

## Geografie
De oppervlakte van Livaie bedraagt 12,8 km², de bevolkingsdichtheid is 13,4 inwoners per km².
De onderstaande kaart toont de ligging van Livaie met de belangrijkste infrastructuur en aangrenzende gemeenten.

## Demografie
Onderstaande figuur toont het verloop van het inwonertal (bron: INSEE-tellingen).